# Николай Веселинов Христов
Николай Веселинов Христов (роден на 1 август 1989) е български футболист, който играе за Ботев Враца като атакуващ халф или крило. Играл е още в Белите Орли.